# Iphiaulax lativentris
Iphiaulax lativentris är en stekelart som först beskrevs av Cresson 1865.  Iphiaulax lativentris ingår i släktet Iphiaulax och familjen bracksteklar. Inga underarter finns listade i Catalogue of Life.